# Absentia (Fernsehserie)
Absentia ist eine US-amerikanisch-israelische Fernsehserie, die am 25. September 2017 auf einigen europäischen Ablegern des Pay-TV-Senders AXN ihre Premiere feierte. Die Hauptrolle spielt Stana Katić, die auch als Executive Producer fungiert. Die dreißig Folgen umfassende Serie wurde überwiegend in Bulgarien gedreht. Der Titel leitet sich von dem lateinischen Begriff in absentia ab, was „in Abwesenheit“ bedeutet.
Die zweite Staffel lief vom 26. März bis 28. Mai 2019 auf AXN und startete in Deutschland am 14. Juni auf Prime Video.
Am 2. Juli 2019 gab AXN bekannt, eine dritte Staffel bestellt zu haben. Sie wurde am 17. Juli 2020 bei Prime Video vorerst in englischer Sprache mit deutschen Untertiteln veröffentlicht.
Am 7. Mai 2021 wurde bekannt gegeben, dass die Serie mit der zuvor veröffentlichten dritten Staffel beendet wurde.

## Handlung

### Staffel 1
Die FBI-Agentin Emily Byrne verschwand vor sechs Jahren spurlos, während sie in einer Bostoner Mordserie ermittelte. Der Bankenerbe Conrad Harlow, der Hauptverdächtige in ihrem Fall, wurde für ihren Tod verantwortlich gemacht und wegen Mordes verurteilt. In der Gegenwart wird Emily schwer verletzt in einer Waldhütte gefunden. Sie hat nur vage Erinnerungen an ihr Verschwinden und geht deshalb zu Dr. Daniel Vega, einem Psychologen und Profiler des FBI. 
Emily muss feststellen, dass ihr bisheriges Leben praktisch nicht mehr existiert: Ihr Kollege und Ehemann Nick Durand hatte nach einer Weile aufgegeben, nach ihr zu suchen, und Alice geheiratet, die Therapeutin seines Sohnes Flynn. Diese versucht, mit Emily freundlich umzugehen, Emily sieht sie jedoch als Konkurrentin und Alice befürchtet, Nicks Zuneigung zu verlieren. Emilys Stiefbruder Jack arbeitete früher als Chirurg. Durch den vermeintlichen Tod seiner Schwester wurde er zum Alkoholiker, verlor seine Zulassung und verkauft nun medizinische Geräte. Der neunjährige Flynn, der noch ein Kleinkind war, als seine Mutter verschwand, erkennt sie nicht mehr und fühlt sich in ihrer Gegenwart unwohl.
Während sich Emily in ihrer neuen Situation zurechtfinden muss, erschüttert eine neue Mordserie die Stadt. Mehrere Hinweise deuten darauf hin, dass Emily die Täterin ist. Sie flieht und ermittelt auf eigene Faust weiter, da sie sich sicher ist, dass es einen Zusammenhang zwischen diesen Morden und ihrem Verschwinden gibt. Ihr Ehemann ermittelt ebenfalls und ist sich sicher, dass es in der Abteilung einen Maulwurf geben muss, der Emily die Taten anhängt. Währenddessen leitet Special Agent Radford die Fahndung nach der Agentin. Er ist ihr Vorgesetzter und hat ein recht gutes Verhältnis zu ihr, trotzdem ist er fest entschlossen, sie zu finden. Auf der Flucht findet Emily heraus, dass sowohl die Morde als auch ihr Verschwinden mit ihrer Kindheit zusammenhängen. In dem Waisenhaus, in dem sie aufwuchs, manipulierte sie ein Adoptionsformular. Dadurch wurde sie adoptiert und entkam einem Arzt, der an einem anderen Mädchen, das eigentlich adoptiert werden sollte, im Waisenhaus schlimme Experimente durchführte. Emily spürt schließlich die nun erwachsene Frau auf, die als Druckmittel Alice und Flynn entführt. Emily rettet die beiden und tötet die Serienmörderin in Notwehr, worauf sie sich mit Nick versöhnt, aber keine Beziehung beginnt.

### Staffel 2
Emily hat eine Beziehung mit Gibbs angefangen, einem Kollegen von Nick, und stellt weitere Nachforschungen zu ihrer Vergangenheit an. Nick wiederum arbeitet mit der Profilerin Julianne Gunnarsen zusammen, die aufgrund eines Giftgas-Anschlags auf ein Regierungsgebäude nach Boston geschickt wurde. Die Zusammenarbeit gestaltet sich aufgrund der verschiedenen Arbeitsweisen der beiden allerdings schwer.
Emily wird von einer ihr unbekannten Frau angesprochen, die behauptet, ihre leibliche Mutter zu sein. Dies stellt sich als wahr heraus, allerdings bricht Emily den Kontakt ab, als die Frau etwas von Injektionen erzählt, die Emily regelmäßig erhalte, sich aber nicht daran erinnern könne. Weil die Frau kurz darauf ermordet wird, wird Emily wieder Mitglied des FBI und findet heraus, dass die Frau mit Fentanyl getötet wurde, was dem Modus Operandi eines unbekannten Serientäters entspricht. Sie und Nick ermitteln einen Verdächtigen namens Rex, der sich in der Republik Moldau aufhalten soll. Während Emily und ihr Kollege Cal dorthin reisen, fängt Jack eine Affäre mit Alice an, die eine Fehlgeburt erlitten hat und sich von Nick vernachlässigt fühlt.
In der Republik Moldau brechen Emily und Cal in einer privaten Militärfirma ein, bei der Rex arbeitet. Sie werden erwischt und festgesetzt. Ein ehemaliger Kollege von Cal befreit die beiden und bringt sie zu Rex’ Haus. Emily verfolgt diesen, der auf ein Minenfeld flüchtet und ihr rät, in den Vereinigten Staaten weiter zu suchen, bevor er sich das Leben nimmt. In den USA wird Emily mit dem vermeintlichen Suizid von Gibbs konfrontiert. Sie beschließt, die Recherchen des Verstorbenen weiter zu führen, wobei sie herausfindet, dass Rex ein Anti-Stress-Mittel injiziert wurde, dass extrem hohe Aggressivität auslöste und eigentlich nie hätte weiterverwendet werden dürfen. Emily muss schockiert feststellen, dass Dr. Oduwale, der Therapeut ihres Sohnes, an den Menschenversuchen beteiligt war. Nachdem Oduwale selbst getötet wird und Emily in seinen Unterlagen Analysen von Flynns Blut findet, kommt sie zum Schluss, dass Alice Odwuales Komplizin war und Emilys Verschwinden ausnutzte, um Flynn nahe zu sein. Deswegen eilen Emily und Gunnarsen in einen Wald, in dem Nick und Flynn einen Campingausflug machen. Emily stellt dort Alice, die ihr erklärt, von Oduwales wahren Absichten nichts gewusst und ihn daher getötet zu haben, weil sie eine echte Verbindung zu Nick und Flynn aufbaute. Emily willigt daraufhin ein, Alice gehen zu lassen, die kurz darauf von Gunnarsen erschossen wird.

### Staffel 3
Während Alices Tod Nick und Flynn schwer zusetzt, glaubt Emily, dass sie von Gunnarsen getötet wurde, weil sie zu viel wusste. Während sie beschließt, mehr über Gunnarsen und ihr Umfeld herauszufinden, ermittelt Nick erneut in einer Mordserie, diesmal an Obdachlosen, deren Organe entwendet wurden. Nick wird bald darauf bei sich zu Hause entführt und Emily vom Täter schwer verwundet.
Emily nimmt sich trotz ihrer schweren Verletzung keine Auszeit, sondern macht sich auf die Suche nach Nick. Sie arbeitet deswegen mit seiner Informantin Kai zusammen. Cal findet unterdessen heraus, dass die Mordserie mit der Organisation Meridian zusammenhängt, zu der er früher selbst Verbindungen hatte. Schließlich findet Emily mit dem Mittelsmann Dawkins einen Verdächtigen, der Kai durch einen Komplizen töten lässt. Weil Gunnarsen sie für ihre Methoden kritisiert, ermittelt Emily auf eigene Faust weiter. Sie lässt sich von Dawkins nach Europa bringen, verliert ihn dort aber aus den Augen. Stattdessen hilft ihr Cal weiter, der ihr heimlich gefolgt ist.
Auf der Suche nach Nick werden die beiden mehrfach von Meridian-Leuten angegriffen, die ihnen seit ihrer Ankunft gefolgt sind. Die Ermittler können nicht verhindern, dass Nick und andere Entführte vor ihren Augen aus ihrem Versteck weggebracht werden, und finden an den Wänden Fotos der ermordeten Obdachlosen. Kurz darauf sieht Emily, dass Cal immer noch eine alte Tätowierung für Meridian-Mitglieder trägt, weswegen sie ihm misstraut und die Zusammenarbeit beendet. Ihr gelingt es, Nick zu befreien. Die beiden wollen im Alleingang die restlichen Geiseln aus einem Stützpunkt der Organisation befreien, allerdings wird Emily dabei von Jericho, dem Meridian-Anführer, niedergeschlagen. Unterdessen werden Jack, Flynn und Emilys Vater Warren in einem Versteck von Dawkins überrascht. Nachdem er Warren niederschlägt und Jack anschießt, nähert er sich Flynn. Mit einer List lockt dieser Dawkins auf einen provisorisch verschlossenen alten Brunnenschacht, in dem Dawkins zu Tode stürzt. Emily kann sich aus Jerichos Gewalt befreien und im Kampf tödlich verletzen. Dieser behauptet im Sterben liegend, dass eine Frau bald eine Biowaffe freisetzen werde. Mithilfe von Cal findet sie nicht nur die Frau, eine Komplizin von Jericho, sondern auch den Grund für Alices Tod. Sie und Gunnarsen waren ebenfalls für Meridian tätig, allerdings machte Alice zu viele Fehler, worauf Gunnarsen sie aus dem Weg räumte.

## Besetzung und Synchronisation
Die deutsche Synchronisation der Serie wurde bei der Interopa Film in Berlin erstellt. Jürgen Wilhelm führte die Dialogregie und schrieb auch die Dialogbücher der ersten vier Folgen, diese Aufgabe übernahm anschließend Angela Ringer.

### Hauptfiguren
| Rolle                            | Schauspieler                        | Synchronsprecher                          |
| -------------------------------- | ----------------------------------- | ----------------------------------------- |
| Special Agent Emily Byrne        | Stana Katić Kalina Zaharieva (jung) | Alexandra Wilcke Anna Lisa Steiner (jung) |
| Special Agent Nick Durand        | Patrick Heusinger                   | Jaron Löwenberg                           |
| Alice Durand                     | Cara Theobold                       | Nicole Hannak                             |
| Jack Byrne                       | Neil Jackson                        | Alexander Doering                         |
| Detective Tommy Gibbs            | Angel Bonanni                       | Marius Clarén                             |
| Dr. Daniel Vega                  | Bruno Bichir                        | Asad Schwarz                              |
| Warren Byrne                     | Paul Freeman                        | Christian Rode                            |
| Special Agent Adam Radford       | Ralph Ineson                        | Hans Bayer                                |
| Special Agent Derek Crown        | Christopher Colquhoun               | Marco Kröger                              |
| Flynn Durand                     | Patrick McAuley                     | Bo Stobbe                                 |
| Special Agent Cal Isaac          | Matthew Le Nevez                    | Leonhard Mahlich                          |
| Special Agent Julianne Gunnarsen | Natasha Little                      | Katrin Zimmermann                         |

### Nebenfiguren
| Rolle                        | Darsteller      | Synchronsprecher |
| ---------------------------- | --------------- | ---------------- |
| Logan Brandt / Laurie Colson | Lydia Leonard   | Aline Staskowiak |
| Conrad Harlow                | Richard Brake   | Viktor Neumann   |
| Dr. Semo Oduwale             | Hugh Quarshie   | Oliver Stritzel  |
| Colin Dawkins                | Geoff Bell      |                  |
| Rowena Kincade               | Josette Simon   | Daniela Thuar    |
| Armstrong                    | Ross O’Hennessy | Johann Fohl      |

## Episodenliste

### Staffel 1
| Nr. (ges.) | Nr. (St.) | Deutscher Titel | Originaltitel     | Erstausstrahlung USA | Deutschsprachige Erstausstrahlung (D) | Regie       | Drehbuch                                            |
| --- | --------- | --------------- | ----------------- | -------------------- | ------------------------------------- | ----------- | --------------------------------------------------- |
| 1 | 1         | Emily           | Comeback          | 25. Sep. 2017        | 2. Feb. 2018                          | Oded Ruskin | Gaia Violo                                          |
| Mehrere Jahre alte Videos zeigen das Ehepaar Nick und Emily zusammen mit ihrem kleinen Sohn Flynn. In der Gegenwart wird erläutert, dass die FBI-Agentin Emily vor sechs Jahren entführt und für tot erklärt wurde. Conrad Harlow, ein Banker, den Emily des mehrfachen Mordes verdächtigt hatte, wurde für ihren Tod verurteilt. Nick hat mittlerweile eine andere Frau namens Alice geheiratet, Flynns Therapeutin. Nick erhält einen Anruf von Harlow, der ihm den Weg zu einer Waldhütte beschreibt. Dort findet er Emily, die in einem Wassertank eingesperrt ist und zu ertrinken droht. Er schafft es, sie zu befreien, und bringt sie ins Krankenhaus. Sie ist stark unterernährt, ihr Körper weist zudem diverse andere Misshandlungsspuren auf. Sie hat auch keinerlei Erinnerungen an die Ereignisse der letzten Jahre und leidet unter Paranoia sowie PTBS. Als Alice und Flynn sie besuchen, ist sie aufgebracht, da ihr Sohn sie nicht erkennt und ihr Mann eine neue Partnerin hat. Sie kommt bei ihrem Bruder Jack unter und wird an Dr. Vega verwiesen, der ihre Amnesie therapieren soll. Sie erinnert sich nur an Blumennamen, was Nick auf die Spur des Menschenhändlers Robert Semerov bringt. Emily ermittelte gegen ihn, zudem benennt er seine Opfer häufig nach Blumen. Emily, Nick und ihr Vorgesetzter Radford machen gemeinsam den Ort ausfindig, an dem sich neue Opfer von Semerov befinden; er selbst befindet sich nicht dort. Als Emily aus Wut einen Partner von Semerov schlägt, wird sie von Nick und Radford in ihrem Auto eingesperrt. Am Ende der Episode erfährt Nick, dass Semerovs Leiche in einem See gefunden wurde und sich unter den Fingernägeln des Toten Emilys DNA befindet. |           |                 |                   |                      |                                       |             |                                                     |
| 2 | 2         | Die Zeugin      | Reset             | 25. Sep. 2017        | 2. Feb. 2018                          | Oded Ruskin | Matt Cirulnick                                      |
| Harlow wird aus dem Gefängnis entlassen, da Emily noch am Leben ist. Das Bostoner Polizeiamt arbeitet mit dem FBI zusammen, um Semerovs Mörder zu fassen. Der Ermittler Tommy Gibbs trifft sich mit Kelly Price, die behauptet, dass Emily sich vor zwei Wochen mit Semerov auf einer Brücke gestritten habe. Deswegen verhört er Emily, muss sie aber gehen lassen. Währenddessen leidet diese an Panikattacken und Halluzinationen ihres maskierten Entführers. Sie versucht zudem zunächst vergeblich, sich ihrem Sohn anzunähern. Sie bricht kurz drauf bei Harlow ein, der bestreitet, sie entführt zu haben. Wenig später wird sie wegen des Einbruchs verhaftet und von Gibbs erneut befragt. Nick findet heraus, dass Kelly Price eigentlich Regina heißt und sowohl für Semerov als auch für einen Maulwurf beim FBI arbeitet. Er und Emily beschließen, den Maulwurf gemeinsam ausfindig zu machen, als Gibbs einen Anruf erhält und erfährt, dass Harlow erstochen in seinem Swimmingpool aufgefunden wurde. |           |                 |                   |                      |                                       |             |                                                     |
| 3 | 3         | Die Emily Show  | The Emily Show    | 2. Okt. 2017         | 2. Feb. 2018                          | Oded Ruskin | Elaina Perpelitt                                    |
| Emily gesteht Dr. Vega, ständig Visionen von einem blutenden Auge zu haben. Nach ihrer Sitzung geht sie mit Flynn auf eine Go-Kart-Bahn. Dort beginnt er erstmals, sich in ihrer Gegenwart wohlzufühlen. Er hat einen Unfall, ist aber nicht ernsthaft verletzt. Alice streitet sich deswegen mit Nick und sagt ihm, dass er Flynn mit Emily nicht hätte allein lassen dürfen. Auf dem Polizeirevier äußert Gibbs seinen Verdacht, dass Emily etwas mit dem Mord an Semerov zu tun haben könnte. Nick verteidigt sie und bittet Gibbs, Hinweise über den Maulwurf sammeln zu dürfen, was er genehmigt. Wenig später erzählt Nick Radford, dass die Hinweise auf ihren Kollegen Derek Crown deuten, wovon Radford nichts wissen will. Deswegen brechen Nick und Emily in Harlows Haus ein, wo sie Fußspuren von Radford finden. Kurz darauf gerät Emily in Streit mit Jack, da dieser von den Journalisten vor seinem Haus genervt ist. Während ihrer Auseinandersetzung gesteht Jack Emily, dass er Alkoholiker ist und sie adoptiert wurde. Vor Wut zieht Emily deswegen in ein Motel, wo sie von Nick erwartet wird. Er soll sie verhaften, da Gibbs das Band einer Überwachungskamera gefunden hat, auf dem sie vermeintlich in der Mordnacht vor Harlows Haus zu sehen ist. Emily gesteht Nick, dass sie in der betreffenden Nacht vor seinem Haus war, um Alice zu beobachten, weil sie sehen wollte, ob sie sich gut um Flynn kümmert. Nick ist gerührt und geht, ohne Emily zu verhaften. Stattdessen begibt er sich zu Radford und fragt ihn direkt, ob er etwas über Regina oder den Mord an Harlow weiß. Er entgegnet lediglich, dass Nick durch Emily geblendet wird und er vorsichtig sein sollte. In der Nacht bricht Emily bei Radford ein und findet sein Tagebuch, in das blutige Augen gezeichnet wurden. |           |                 |                   |                      |                                       |             |                                                     |
| 4 | 4         | Visionen        | Me You Him Me     | 9. Okt. 2017         | 2. Feb. 2018                          | Oded Ruskin | Antoinette Stella                                   |
| Nick geht zu Emily ins Motel und warnt sie, da die Bostoner Polizei sie per Haftbefehl sucht. Sie kann ihn davon überzeugen, dass nicht sie, sondern Radford in Semerovs Tod verwickelt ist. Die beiden haben anschließend miteinander Sex, als Nick danach kurz ins Bad geht, flieht sie, um auf eigene Faust weiter zu ermitteln. Nick wird von Radford suspendiert, da er Emily bei ihrer Flucht geholfen hat, zudem hat er Ärger mit Alice, die seinen Seitensprung erahnt. Unterdessen befragt Gibbs sowohl Jack als auch Emilys Vater Warren, der früher ebenfalls FBI-Agent war. Letzterer erhält nach seinem Verhör einen Anruf von Emily, die verzweifelt ist und nicht weiß, was sie tun soll. Warren ermutigt sie, weiter nachzuforschen. Deswegen entführt sie Radford und teilt dies Nick per Handy mit. Er und Gibbs machen sich deswegen sofort auf den Weg, um Emily zu suchen. An dem Ort, an dem Radford von Emily festgehalten wird, gesteht er ihr, dass er mit Semerov zusammengearbeitet hat und Kelly Price zu einer neuen Identität verholfen hat. Er bestreitet aber, etwas mit Emilys Entführung zu tun zu haben. Das blutende Auge sei eine bestimmte Stelle, die er zwar nicht kenne, aber fieberhaft suche. Deswegen befanden sich die Zeichnungen in seinem Tagebuch. Nick und Gibbs kommen schließlich an, woraufhin Emily erneut flieht. Der gefesselte Radford wird von einem unbekannten Schützen getötet. |           |                 |                   |                      |                                       |             |                                                     |
| 5 | 5         | Auf der Flucht  | Dig               | 16. Okt. 2017        | 2. Feb. 2018                          | Oded Ruskin | Kate Powers                                         |
| Emily begibt sich zu Dr. Vega, um herauszufinden, was das blutende Auge zu bedeuten hat. Mit seiner Hilfe erinnert sie sich schließlich, dass das Blutauge ein Baum ist, an dem sie in ihrer Kindheit mit Freunden gespielt hat. Währenddessen wird Crown zum neuen Captain ernannt und hebt Nicks Suspendierung auf. Alice erkennt, dass sie schwanger ist, was sie Nick aber verschweigt, da sie von seinem Seitensprung mit Emily überzeugt ist. Diese hält unterdessen mit einem alten, nicht verfolgbaren Handy Kontakt zu Nick. Sie ist immer noch auf der Flucht und wird erkannt, als sie in einen Bus steigt. Sie erreicht schließlich den Nottingham-Park. Unterdessen streitet sich Jack mit Warren, da er seine Schwester nicht überredet hat, sich zu stellen. Nick findet schließlich mit Jacks Hilfe heraus, wo sich Emily befinden könnte. Er und Gibbs finden sie im Park, wo sie am Blutauge ein Skelett ausgegraben hat. Sie flüchtet, als sie die beiden kommen sieht, und kann vorher noch den Herzschrittmacher des Toten mitnehmen. Nick und Gibbs verfolgen sie zwar, sie schafft es aber, in einen See zu springen und ans andere Ufer zu schwimmen. Sie versteckt sich in einem Lkw und ist erleichtert, als der Fahrer einsteigt und wegfährt, ohne sie entdeckt zu haben. Plötzlich kommt der Wagen zum Stehen, worauf der Fahrer seine Schrotflinte auf sie richtet. |           |                 |                   |                      |                                       |             |                                                     |
| 6 | 6         | Jacks Geheimnis | Nobody’s Innocent | 23. Okt. 2017        | 2. Feb. 2018                          | Oded Ruskin | Matt Cirulnick                                      |
| Der Lkw-Fahrer kennt Emily aus den Nachrichten, beschließt aber, sie nicht an die Behörden zu übergeben, sondern ihr zu helfen. Er bringt sie zurück nach Boston, wo sie in Jacks Haus einbricht und ein Handy in eine Cornflakes-Packung legt. Danach will sie seinen Laptop benutzen, da er als Arzt Zugriff auf Patientendaten hat, um so die Identität des Herzschrittmacher-Besitzers herauszufinden. Während sie nach dem Laptop sucht, findet sie einen Brief der Krankenhausleitung, in dem steht, dass ihr Bruder aufgrund von unangemessenem Verhalten und unentschuldigten Fehltagen entlassen wird. Auf seinem Computer findet sie mehrere Bondage- und Atemkontrolle-Filme, zudem Videos von jungen Frauen, die nach Blumen benannt sind. Währenddessen findet die Polizei heraus, dass das Skelett einem Opfer von Harlow gehören muss, da dieser verdächtigt wurde, stets die Augenlider der Ermordeten entfernt zu haben. Deswegen kommen die Ermittler zum Schluss, dass Emily Harlows Komplizin war. Nick befragt Nash, der damals als Erster in den Mordfällen ermittelt hat. Er erinnert sich, dass Emily als Einzige Harlow verdächtigt hat, zudem starb ein Zeuge kurz nach der Befragung durch Emily. Die Ermittler begeben sich zu Jacks Haus, wo Gibbs die Videos findet, zudem ermitteln sie, dass Jack ungewöhnlich große Geldbeträge auf sein Konto eingezahlt hat. Es stellt sich heraus, dass Jack Krankenhaus-Finanzen unterschlagen hat. Das FBI findet sechs weitere Leichen und glaubt, dass Emily die Morde begangen und Harlow diese angehängt hat. Währenddessen macht Emily ihren Bruder in einer Bar ausfindig, wo er sich mit einer Escort-Dame trifft. Emily folgt der Frau anschließend in den Club, in dem sie arbeitet, und befragt sie. Dabei wird sie vom Clubbesitzer gesehen und angeschossen, kann jedoch fliehen. Sie fährt schwer verletzt ans Grab ihrer Mutter, ruft Jack an und bittet ihn, zu ihr zu kommen. Kurz danach verliert sie das Bewusstsein. |           |                 |                   |                      |                                       |             |                                                     |
| 7 | 7         | Das Experiment  | A & B             | 30. Okt. 2017        | 2. Feb. 2018                          | Oded Ruskin | Antoinette Stella                                   |
| Emily wacht in einem Raum auf, Jack hat ihre Verletzung geheilt. Er bestreitet, in die Harlow-Morde verwickelt zu sein. Emily glaubt ihm, die beiden wollen nun gemeinsam herausfinden, wem der Herzschrittmacher gehörte. Jack findet heraus, dass der Besitzer ein gewisser Dr. Shen war, der in dem Waisenhaus gearbeitet hat, in dem Emily aufwuchs. Sie geht deswegen nach Chinatown, um mit Shens Bruder Erik zu sprechen. Er erzählt ihr, dass Shen aufgrund kontroverser Studien vom MIT entlassen und danach im Waisenhaus angestellt wurde. Seine Unterlagen befinden sich in einem Archiv, welches Emily aufsucht. Unterdessen erzählt Jack bei einem Treffen der Anonymen Alkoholiker, dass er durch die OP, die er an seiner Schwester durchgeführt hat, seine Sucht besiegen konnte. Kurz darauf wird er verhaftet und von Gibbs verhört, redet aber nicht. Als sich Emily eines von Shens Tonbändern anhört, wird sie von hinten angegriffen und in einen Van gezerrt. Dieser gehört zwei Männern, die das auf Emily ausgesetzte Kopfgeld haben wollen. An einer roten Ampel gelingt es ihr, auszusteigen und ein Auto zu stehlen. Sie hört sich das Band noch einmal an und horcht bei der Erwähnung des Namens Charles auf. Dieser war ein Junge, den sie im Waisenhaus grundlos verprügelte. Es stellt sich heraus, dass Dr. Shen traumatisierende Experimente an den Kindern durchgeführt hat. Am Ende der Folge will Nick Alice und Flynn besuchen, die bei Alices Schwester untergekommen sind. In dem Haus wurde eingebrochen, Alice und Flynn entführt. Nick findet auf Alices Handy ein Video von Emily, auf dem sie sagt, dass sie ihn liebt und bald bei ihm sein wird. |           |                 |                   |                      |                                       |             |                                                     |
| 8 | 8         | Wer ist B?      | Brave Boy         | 6. Nov. 2017         | 2. Feb. 2018                          | Oded Ruskin | Elaina Perpelitt                                    |
| Nick ist nun ebenfalls überzeugt, dass Emily die Mörderin ist sowie Alice und Flynn entführt hat. Deswegen appelliert er in den Nachrichten an sie, die beiden freizulassen. Emily, die die Nacht unter Obdachlosen verbracht hat, ist davon schockiert und macht sich auf, mehr über Charles herauszufinden. Unterdessen wird Jack aus dem Gefängnis gelassen. Seine Kaution hat Laurie bezahlt, eine Journalistin, die von Emily angegriffen wurde, als sie dieser gegenüber zu aufdringlich wurde. Sie ist von ihrer Unschuld überzeugt und bietet Jack ihre Unterstützung an. Dieser versöhnt sich mit Warren, der ihm dabei hilft, Charles ausfindig zu machen. Charles ist Patient in einer psychiatrischen Klinik, weswegen ihn Emily dort besuchen will. Unterdessen sind Alice und Flynn in einer Hütte eingesperrt. Von einem Maskierten erhalten sie etwas Wasser und bereits verschimmeltes Brot. Er bringt Flynn in einen anderen Raum und sperrt ihn in demselben Wassertank ein, in dem auch Emily gefangen war. Gibbs und Nick erfahren durch ihre Ermittlungen ebenfalls von Charles und machen sich auf den Weg in die Klinik. Dort konfrontiert Emily mit Hilfe eines anderen Insassen Charles, der sie angreift. Er sagt, dass sie ein böses Kind gewesen sei und andere immer zu Kämpfen angestachelt habe. Sie fragt ihn, wer Subjekt A sei, von dem Dr. Shen auf dem Tonband sprach, erhält aber keine Antwort. Emily flüchtet, als sie Gibbs und Nick sieht. Sie steht letzterem schließlich gegenüber, liefert sich mit ihm eine Schießerei und trifft ihn. |           |                 |                   |                      |                                       |             |                                                     |
| 9 | 9         | Der Tunnel      | Child’s Play      | 13. Nov. 2017        | 2. Feb. 2018                          | Oded Ruskin | Kate Powers                                         |
| Gibbs verfolgt Emily, kann sie aber nicht mehr einholen, da sie in einem wegfahrenden Zug entkommt. Sie sieht in einem Buch, das sie Charles entwendet hat, mehrere Zeichnungen einer Mistgabel. Sie steigt aus und bricht in Eriks Restaurant ein, um nach Hinweisen über seinen Bruder zu suchen. Ihr fällt auf, dass sie den Namen des Herstellers des Gaststätten-Aquariums schon öfter gesehen hat: In einer Skizze in Charles Buch, früher im Waisenhaus sowie in der Hütte, in der sie gefangen gehalten wurde. Sie bricht in ein Hotel ein und recherchiert über die Firma, als sie entdeckt wird, kann sie in einen Lieferwagen steigen und fliehen. Sie ruft Jack an und bittet ihn, herauszufinden, wer den Wassertank, in dem sie gefangen war, bestellt hat. Währenddessen merkt Alice, dass Flynn verschwunden ist. Sie findet und befreit ihn noch rechtzeitig aus dem Tank. Bevor sie fliehen können, wird Alice von dem maskierten Mann mit einem Betäubungspfeil überwältigt. Nick, der dank seiner Schusssichere Weste unverletzt geblieben ist, befragt zusammen mit Gibbs Charles. Dieser erzählt ihnen, dass ein Freund von ihm Dr. Shen verletzte und der Raum, in dem die Experimente an den Kindern durchgeführt wurden, nach Süßigkeiten roch. Diese Hinweise führen sie zu einem Haus, in dem vor Jahren ein Melasse-Tank explodiert ist. Jack teilt Emily die Adresse mit, an die der Wassertank geliefert wurde, und sagt ihr, dass sie selbst ihn vor sieben Jahren bestellte. In dem Haus findet sie ein Foto, das sie an sich nimmt. Sie flüchtet unerkannt, da sie Nicks und Gibbs’ Anwesenheit bemerkt. Als Nick von Derek erfährt, dass Harlow für mehrere Morde ein Alibi und zudem laut Zeugenaussage eine weibliche Komplizin hatte, hält er Emily nun für Harlows Mentorin. Zudem ist auf der gegenüberliegenden Straßenseite ein Kostümladen, in dem dieselbe Maske verkauft wird, die der Entführer laut Emilys Beschreibung trug. Sie findet unterdessen mithilfe des Fotos eine Waldhütte. Sie ruft Nick an und sagt ihm, dass er alleine dort himkommen solle, anschließend betritt sie die Hütte durch eine versteckte Falltür.                                                             |           |                 |                   |                      |                                       |             |                                                     |
| 10 | 10        | Späte Rache     | Original Sin      | 20. Nov. 2017        | 2. Feb. 2018                          | Oded Ruskin | Matt Cirulnick Idee: Matthew Cirulnick & Gaia Violo |
| Emily hat eine Panikattacke und wird von dem Maskierten angegriffen. Sie kommt in einem Raum zu sich, bei ihr sind die bewusstlose Alice, ein Fernseher und eine Kamera. Der Mann redet per Fernseher mit ihr. In einer Rückblende wird erläutert, dass Emily im Waisenhaus unbedingt adoptiert werden wollte. Sie gab deswegen vor, freundlich und gut erzogen zu sein, was aber nichts nützte, da ihr psychologisches Gutachten eine Adoption verhinderte. Deswegen tauschte sie ihren Befund heimlich mit dem des Maskierten aus und wurde doch adoptiert. Der Mann wurde hingegen von Dr. Shen als Versuchsobjekt ausgewählt. Dieser wollte an Kindern mit aggressiven Wesenszügen Experimente durchführen. Er dachte, dass Menschen durch ein schlimmes Trauma in der Kindheit zu gehorsamen, unbarmherzigen Auftragsmördern erzogen werden können. Deswegen musste der Mann jahrelang eine Tortur durchleben, während Emily Dr. Shen knapp entkam. In der Gegenwart ist Emily erschüttert und entschuldigt sich bei dem Mann, der seine Maske abnimmt. Bei diesem handelt es sich um Laurie, die eigentlich Logan heißt. Sie ermordete mit Harlows Hilfe Dr. Shen und befiehlt Emily, Alice zu töten. Im Gegenzug will sie Flynn freilassen. Nach einigem Zögern stimmt Emily zu, allerdings kommt Nick rechtzeitig an der Hütte an. Alice wacht auf und flieht gemeinsam mit Emily, Nick und Flynn, allerdings werden sie von Laurie verfolgt. Nick wird von ihr angeschossen, worauf Emily sie angreift. Laurie kann Emily noch mit einem Messer verletzen und, bevor sie von ihr ertränkt wird. Das FBI verhaftet Emily, lässt sie aber später frei, da Crown Laurie öffentlich zur Serienmörderin erklärt. Nick wird von Emily im Krankenhaus besucht, die beiden versöhnen sich und einigen sich darauf, ihre Beziehung nicht wieder aufleben zu lassen, da sie nicht mehr dieselben Personen wie noch vor sechs Jahren seien. Einige Tage später feiert Flynn seinen Geburtstag, wobei Gibbs mit Emily flirtet. Sie bemerkt ein undichtes Wasserrohr in der Küche und erleidet erneut eine Panikattacke. Als sie den Boden aufwischt, hat sie eine Vision des toten Harlow, der in ihrer Vorstellung von ihr ermordet wurde. |           |                 |                   |                      |                                       |             |                                                     |

### Staffel 2
| Nr. (ges.) | Nr. (St.) | Deutscher Titel    | Originaltitel | Erstausstrahlung USA | Deutschsprachige Erstausstrahlung (D) | Regie          | Drehbuch               |
| --- | --------- | ------------------ | ------------- | -------------------- | ------------------------------------- | -------------- | ---------------------- |
| 11 | 1         | Opfer              | Casualties    | 26. März 2019        | 14. Juni 2019                         | Oded Ruskin    | Samantha Corbin-Miller |
| Emily versucht immer noch, Details über ihre Vergangenheit herauszufinden. Sie nimmt deswegen Medikamente, die ihre Gedächtnisleistung verbessern sollen. Sie ist nun in einer Beziehung mit Gibbs, der ihr bei ihren Nachforschungen hilft. Sie erhält von ihm ihre Adoptions-Akte, was sie zu einem gewissen Lester Mcnair führt. In der Zwischenzeit erleidet Alice eine Fehlgeburt und entschließt sich, unmittelbar danach wieder als Therapeutin zu arbeiten. Ihr Kollege Dr. Oduwale hat Sitzungen mit Flynn, damit dieser die Ereignisse der letzten Staffel verarbeiten kann. Jack hat eine neue Arbeitsstelle gefunden, allerdings nicht als Arzt, sondern als Sanitäter. Unterdessen wird auf ein Regierungsgebäude in Boston ein Giftgas-Anschlag verübt. Deswegen wird die Profilerin Julianne Gunnarsen in die Stadt geschickt, um gemeinsam mit Nick den Täter zu finden. Als Emily, die auf Flynn aufpasst, einkaufen geht, wird sie von einer unbekannten Frau verfolgt. Gibbs lässt kurz darauf Mcnair und seine Ehefrau verhaften, bei letzterer handelt es sich um Valerie Chandris, der Frau, die Emily gefolgt war. Sie behauptet, ihre leibliche Mutter zu sein. |           |                    |               |                      |                                       |                |                        |
| 12 | 2         | Wahnsinn           | Madness       | 2. Apr. 2019         | 14. Juni 2019                         | Oded Ruskin    | Brendan Kelly          |
| Emily glaubt Valerie zunächst nicht, stellt dann aber nach Nachforschungen fest, dass sie die Wahrheit gesagt hat und tatsächlich ihre leibliche Mutter ist. Emily bringt Valerie zu sich nach Hause, um sie zu befragen. Valerie warnt sie und sagt, dass sie ständig verfolgt werde und ihr jemand nach dem Leben trachte. Zudem erhalte Emily regelmäßig im Boston Mercy-Krankenhaus Injektionen, an die sie sich danach nicht mehr erinnern könne. Emily ist über diese Aussagen wütend, da sie sie für Lügen hält, und fordert Valerie auf, zu gehen. Diese kollabiert kurz darauf, da sie Diabetikerin ist. Emily spritzt ihr Insulin und geht in das Boston Mercy, um Valeries Behauptungen zu überprüfen. Währenddessen geraten Crown und Gunnarsen aufgrund ihrer unterschiedlichen Arbeitsweisen aneinander, während Flyann Angst hat, als er Emily besuchen will und dort auf Valerie trifft. Da Emily keine Beweise für Valeries Aussagen findet, wirft sie sie aus der Wohnung. Am Ende der Folge wird Valerie von einem Unbekannten auf einer Bahnhofstoilette per Injektion getötet. |           |                    |               |                      |                                       |                |                        |
| 13 | 3         | Rückkehr zum FBI   | Guilty        | 9. Apr. 2019         | 14. Juni 2019                         | Oded Ruskin    | Logan Slakter          |
| Gibbs informiert Emily über Valeries Tod, was sie dazu veranlasst, Ermittlungen anzustellen, da ihr die gesamte Situation merkwürdig vorkommt. Gibbs findet heraus, dass Valerie mit Fentanyl ermordet wurde, mit diesem Mittel wurden in letzter Zeit mehrere Menschen getötet. Aufgrund der zurückgelassenen Spritze und Überwachungsaufnahmen des Tatorts findet Gunnarsen heraus, dass der Täter ein Mitglied der Gruppe Patriotic Guardians ist. Deshalb beschließt Emily, wieder für das FBI zu arbeiten, um in diesen Serientaten zu ermitteln. Gibbs missfällt dies, da er nun denkt, für Emily überflüssig zu werden. Emily vernichtet alle Unterlagen, die Valerie als ihre leibliche Mutter ausweisen, und wohnt ihrer Autopsie mit Agent Cal Issac bei. Währenddessen wird Jack von seinem Vorgesetzten ermahnt, da er einem Patienten mit einer nicht genehmigten Tracheotomie das Leben rettete. Er sucht Trost bei Alice, die sich von Nick vernachlässigt fühlt. Dieser verhört Colin Spencer, den Vorsitzenden der Patriotic Guardians, der ihm den Namen Tyler Brandon Mills gibt. Nick und Gunnarsen fahren zu dessen Eltern, die ihnen sagen, dass ihr Sohn schwerwiegende psychologische Probleme habe. Tyler ist bereits geflohen, da er ahnte, dass das FBI mit seinen Eltern sprechen würde. |           |                    |               |                      |                                       |                |                        |
| 14 | 4         | Straftäter         | Offenders     | 16. Apr. 2019        | 14. Juni 2019                         | Oded Ruskin    | Milla Bell-Hart        |
| Tyler sucht Zuflucht in einer Hütte, tötet den dortigen Bewohner und nimmt dessen Tochter Elsie als Geisel. Gunarrsen findet Fan-Briefe, die eine gewisse Liza Tutee an Tyler gesendet hat. Deswegen bringt Nick an deren Auto einen Peilsender an, was ihn und Gunnarsen zur Hütte führt. Tyler wird verhaftet, Nick für seinen Einsatz im Büro vielfacht gelobt. Währenddessen wird der Kongressabgeordnete Eli Ramos mit Fentanyl getötet, weswegen Emily und Cal ermitteln, ob es einen Zusammenhang zwischen den Toten gibt. Ihnen fällt auf, dass alle Opfer unter einem auffälligen Ausschlag litten. Als Clay Bishop, ein weiterer Politiker, stirbt, nehmen Emily und Cal einen Blutabstrich vom Täter, der vom Hund des Opfers gebissen wurde. Emily versöhnt sich wieder mit Gibbs, als er jedoch entdeckt, dass sie sich Pentobarbital spritzt, um ihr Erinnerungsvermögen wiederherzustellen, geraten sie in Streit. Sie weigert sich mit ihm darüber zu sprechen, Gibbs besteht aber darauf. Emily bekommt deswegen einen Wutanfall und würgt Gibbs, fängt sich aber rechtzeitig wieder. Er ist von ihrem Verhalten so schockiert, dass er sich auf der Stelle von ihr trennt. |           |                    |               |                      |                                       |                |                        |
| 15 | 5         | Gefängnistransport | Bolo          | 23. Apr. 2019        | 14. Juni 2019                         | Adam Sanderson | Julia Cooperman        |
| Emily und Cal verhören Bishops Lebensgefährtin, um mehr über ihn herauszufinden. Sie sagt ihnen, dass er unter plötzlichen, sehr aggressiven Wutanfällen und Gedächtnisstörungen litt, da er die Nervenkrankheit Chronisch-Traumatische Enzephalopathie hatte, die durch Kopfverletzungen verursacht wird. Ramos litt ebenfalls unter der Krankheit und griff einmal unvermittelt einen Polizisten an. Das FBI lässt Tyler nach seinem Verhör durch Nick zu einem Haftrichter bringen, als Emily und Cal die DNA-Probe des Politiker-Mörders erhalten: Sie gehört Rex Wolfe, der im selben Gefangenentransport wie Tyler sitzt. Rex tötet ihn mit einer Fentanyl-Injektion und flieht vor Nick. Das FBI beschließt, die Öffentlichkeit nicht über Rex’ Existenz zu informieren. Währenddessen ist Warren mit Flynn in einer Spielhalle, als er zusammenbricht und ins Krankenhaus eingeliefert wird, wird aber kurz darauf entlassen. Alice, Nick und Flynn laden Emily, Jack und Warren zu einem gemeinsamen Abendessen ein, was Emily nach einem Streit aber wieder verlässt. Sie bekommt von Crown den Auftrag, mit Cal in die Republik Moldau zu reisen, da sich Rex dort wahrscheinlich aufhält. Während sie sich vorbereitet, bemerkt sie einen Zusammenhang zwischen Rex und der Pharmafirma Catalyst Diagnostics. Sie hinterlässt Gibbs, der sich nicht mehr bei ihr gemeldet hat, eine Sprachnachricht und bittet ihn, über das Unternehmen Nachforschungen anzustellen, während sie außer Landes ist. |           |                    |               |                      |                                       |                |                        |
| 16 | 6         | Undercover         | Cover         | 30. Apr. 2019        | 14. Juni 2019                         | Adam Sanderson | Samantha Corbin-Miller |
| Crown lügt vor der Presse und sagt, dass Nick Tyler auf der Flucht in Notwehr getötet hat. Nick ist mit dieser Version der Geschehnisse unzufrieden, muss sich aber seinem Vorgesetzten fügen und über die wahren Hintergründe schweigen. In Moldau geben sich Emily und Cal als wohlhabende Geschäftsfrau und ihr Bodyguard aus. Emily findet einen Zusammenhang zwischen Rex und der privaten Militärfirma Nightwatch. Diese überwacht ihre Mitarbeiter rund um die Uhr per Chip in ihrem Arm. Cal trifft auf seinen alten Partner Holt, der früher ebenfalls bei der Firma tätig war. Emily verführt den Nightwatch-Angestellten Jacques, der versucht, sie zu vergewaltigen, woraufhin sie ihn niederschlägt und den Chip aus seinem Arm entfernt. Emily und Cal brechen bei Nightwatch ein und finden Rex, werden allerdings von Jacques und seinen Leuten festzgesetzt. In den Vereinigten Staaten erfährt Alice von ihrem Arzt, dass sie niemals wieder ein Kind kriegen kann, wodurch ihre bereits brüchige Beziehung zu Nick noch stärker belastet wird, weswegen sie sich mit Oduwale bespricht. Die Journalistin Erica Lyle, Crowns Lebensgefährtin, sagt ihm, dass das FBI etwas verheimlichen muss und ihr Tylers Tod verdächtig vorkommt. Crown verspricht ihr ein Interview mit Nick, damit sie mit ihrer Vermutung nicht an die Öffentlichkeit geht. Dieser sagt unter der Bedingung zu, dass Crown Emily aus Moldau abzieht. Dort schaffen es Emily und Cal, durch einen unterirdischen Tunnel zu entkommen, werden darauf allerdings von zwei Männern niedergeschlagen. |           |                    |               |                      |                                       |                |                        |
| 17 | 7         | Minenfeld          | Boom          | 7. Mai 2019          | 14. Juni 2019                         | Adam Sanderson | Brendan Kelly          |
| Emily und Cal werden mit einem Van weggebracht, Holt rettet sie und bringt sie zu Rex’ Haus, wo sie in eine Schießerei verwickelt werden. Rex fügt Holt eine tödliche Stichverletzung zu und flieht, Emily folgt ihm, obwohl Cal sie warnt, dass sich in der Nähe ein Minenfeld befindet. Rex tritt auf eine Mine und bleibt stehen. Er sagt Emily, dass er Tyler nur tötete, weil es ihm befohlen wurde und dass sie bei sich zu Hause nach Antworten suchen sollte. Danach sprengt sich durch eine Bewegung selbst in die Luft. Währenddessen bricht Gibbs im Labor von Catalyst Diagnostics ein und findet belastende Indizien, wird aber erwischt. Seine gefundenen Beweisstücke werden deswegen einbehalten und er selbst von der Bostoner Polizei suspendiert, da er keinen Durchsuchungsbeschluss hatte. Alice beginnt eine Affäre mit Jack, was Nick nur ahnen, aber nicht beweisen kann. Emily und Cal kehren schließlich in die Vereinigten Staaten zurück, wo sie von Flynn und Nick erwartet werden. Nick erklärt der fassungslosen Emily, dass sich Gibbs in seinem Auto durch Abgas-Inhalation das Leben genommen hat. |           |                    |               |                      |                                       |                |                        |
| 18 | 8         | Aggression         | Aggression    | 14. Mai 2019         | 14. Juni 2019                         | Kasia Adamik   | Logan Slakter          |
| Emily glaubt nicht, dass Gibbs durch Suizid starb, weswegen sie fest entschlossen ist, die Wahrheit über seinen Tod herauszufinden. Eigentlich will Crown den Fentanyl-Fall schließen, Cal kann ihn aber davon abbringen. Er und Emily ermitteln weiter in Richtung Catalyst Diagnostics, als sie auf Gibbs Windschutzscheibe das Wort Quill sehen. Cal findet heraus, dass Quill ein eingestelltes Forschungsprojekt war. Er und Emily treffen sich mit Ulf Maston, dem damaligen Projektleiter. Quill sollte Menschen dabei helfen, per Serum enorme Widerstandsfähigkeit in extremen Stress-Situationen zu entwickeln. Allerdings reagierten die Laborratten nach den Injektionen extrem aggressiv und gewalttätig, weswegen die Forschung beendet und das Mittel nie an Menschen getestet wurde. Ulf sagt ihnen, dass ein Verhaltenspsychologe namens Dr. Lu Fang Shen an dem Projekt beteiligt war, allerdings entlassen wurde, da er menschliche Versuchsobjekte hinzuziehen wollte. Emily reagiert auf den Namen mit einer erneuten Panikattacke, da Dr. Shen grausame Experimente an Kindern in dem Waisenhaus, in dem sie aufwuchs, durchführte. Zudem reagiert sie schockiert, als Maston ihr Fotos von allen Forschungsbeteiligten gibt und eines Oduwale, den Therapeuten ihres Sohnes, zeigt. |           |                    |               |                      |                                       |                |                        |
| 19 | 9         | Anvertraut         | Committed     | 21. Mai 2019         | 14. Juni 2019                         | Kasia Adamik   | Milla Bell-Hart        |
| Emily teilt Nick ihre Erkenntnisse über Oduwale mit und bittet ihn, Flynn von ihm fernzuhalten. Sie befragt Oduwale in seinem Büro und bemerkt, dass er dasselbe Gemälde an der Wand hängen hat wie Rex in seinem Haus in Moldau. Zudem betreut Dr. Oduwale eine Soldatengruppe, deren Mitglied Rex früher war, und war auch für Catalyst Diagnostics tätig. Währenddessen befragt Nick noch einmal Tylers Mutter, um mehr über die Therapie zu erfahren, die ihr Sohn als Kind durchlebte. Sie erzählt, dass ihm kostenlos experimentelle Droge gegen seine Aggression gespritzt wurde. Sie erkennt auch Oduwale auf einem Foto wieder, weswegen er von Gunnarsen und Cal verhört wird. Nick bricht in der Zwischenzeit in Dr. Oduwales Büro ein, allerdings wurde es bereits von jemand anderem durchsucht. Emily geht später zu Oduwales Haus, wo sie den Tank mit dem Giftgas findet, den Tyler für seinen Anschlag verwendete. Als Oduwale nach Hause kommt, bedroht ihn Emily mit Phosgen, das aber eigentlich nur Tränengas ist. Sie beschuldigt ihn, Rex zum Töten angestiftet zu haben. Oduwale gibt schließlich zu, mehreren Personen das Serum verabreicht zu haben. Allerdings hatte es nur bei Rex den gewünschten Effekt, weswegen dieser von Oduwale damit beauftragt wurde, die restlichen Testobjekte umzubringen. Oduwale arbeitete zudem mit Laurie zusammen, die Emily vor mehreren Jahren entführte. Laurie nahm ihr Blut ab, mit dem Oduwale das Serum schließlich perfektionieren konnte. Nick und Cal kommen am Haus an und halten Emily davon ab, Oduwale zu verletzen. Emily, Nick und Cal werden durch eine Explosion vor dem Haus abgelenkt, Oduwale von einem Unbekannten, der sich die ganze Zeit über im Haus befand, erschossen. |           |                    |               |                      |                                       |                |                        |
| 20 | 10        | Helfershelfer      | Accomplice    | 28. Mai 2019         | 14. Juni 2019                         | Kasia Adamik   | Julia Cooperman        |
| Jack, der von Alice in der Zwischenzeit verlassen wurde, da sie sich wieder mit Nick versöhnt hat, ruft sie an und sagt ihr, dass er sie nicht einfach so aufgeben werde. Alice davon Anruf beunruhigt und schlägt Nick vor, zusammen mit Flynn campen zu gehen. Unterdessen ersetzt Gunnarsen Crown als Teamleiterin, während Emily und Cal Oduwales E-Mails und Anrufliste überprüfen. Emily findet heraus, dass Flynns Blutproben von Dr. Oduwale zu Forschungszwecken verwendet wurden. Deshalb kommt sie zum Schluss, dass Alice seine Komplizin war. Diese näherte sich während Emilys Abwesenheit Nick und Flynn als Therapeutin an. Auf Oduwales Anweisung hin heiratete sie Nick, um weiterhin an Flynns Blut zu gelangen und ein Auge auf ihn zu haben. Emily und Gunnarsen eilen in den Wald, in dem Nick und Flynn campen, erstere macht in der Nähe Alice ausfindig, die gerade dabei ist, zu fliehen. Sie sagt ihr, dass sie das wahre Ziel der Forschung nicht kannte und eine aufrichtige Beziehung zu Nick und Flynn aufbaute. Als sie herausfand, was Oduwale wirklich bezwecken wollte, tötete sie ihn. Alice bittet Emily, sie gehen zu lassen. Emily willigt ein, als Gunnarsen auftaucht und Alice erschießt. Die Folge endet mit der Einstellung von Emily, die Nick und Flynn die Nachricht von Alices Tod überbringt. |           |                    |               |                      |                                       |                |                        |

### Staffel 3
| Nr. (ges.) | Nr. (St.) | Deutscher Titel     | Originaltitel       | Regie         | Drehbuch                         |
| --- | --------- | ------------------- | ------------------- | ------------- | -------------------------------- |
| 21 | 1         | Tabula Rasa         | Tabula Rasa         | Kasia Adamik  | Will Pascoe                      |
| Während Emily, Jack und Flynn Schwierigkeiten haben, Alices Tod zu verarbeiten, erfährt Emily von der Affäre ihres Bruders zur Verstorbenen. Sie glaubt zudem, dass Gunnarsen etwas verheimlicht und Alice erschoss, weil sie zu viel wusste. Während sich ihre Anhörung zur Wiedereinstellung beim FBI nähert, recherchiert sie über Gunnarsen und deren engsten Kreis. Unterdessen ermittelt Nick in einer Mordserie an Obdachlosen, deren Organe entnommen wurden. Er und Emily erhalten von seiner Informantin Kai, einer jungen Hackerin, einen Tipp über die dafür verantwortliche Organisation, können aber keines der Mitglieder verhaften, weswegen Kai glaubt, nun in großer Gefahr zu schweben. In derselben Nacht wird Nick zu Hause angegriffen und entführt. Als Emily von der Arbeit heimkommt, liefert sie sich einen Kampf mit dem Einbrecher, der auf sie einsticht und schwer verletzt zurücklässt. |           |                     |                     |               |                                  |
| 22 | 2         | Capta Est           | Capta Est           | Kasia Adamik  | Sanford Golden & Karen Wyscarver |
| Cal findet Emily und bringt sie ins Krankenhaus. Jack empfiehlt ihr, sich für ihre Genesung Urlaub zu nehmen, was sie ablehnt und stattdessen nach ihrem Mann suchen will. Sie verlässt die Klinik und arbeitet mit Kai zusammen, der sie bei einem Einsatz das Leben rettet und verspricht, zu beschützen. Emily macht ihren Angreifer Kristoff ausfindig, dem sie eine Stichverletzung zufügt und ihn zwingt, ihr Nicks Aufenthaltsort mitzuteilen. Dieser wird unterdessen von Russen zusammengeschlagen, die ihn nach Kai fragen, während Emily glaubt, dass Nick von seiner Informantin Nick verraten wurde. Als Emily beim Versteck ankommt, ist Nick bereits verschwunden, der nur wenige Minuten zuvor von einem der Russen weggebracht wurde. Cal findet heraus, dass die Obdachlosen-Mordserie mit Meridian, einer geheimnisvollen, weltweit operierenden Vereinigung, zusammenhängt. Dies erregt die Aufmerksamkeit von Gunnarsen, da das Wort mehrmals in Cals geschwärzter Personalakte vorkommt. Das FBI macht den Besitzer des Autos ausfindig, in dem Nick entführt wurde, als die Agenten aber am Stellplatz ankommen, geht eine Bombe hoch. In den Überresten des Wagens findet Emily Nicks Dienstmarke. |           |                     |                     |               |                                  |
| 23 | 3         | Nosce Inimicum      | Nosce Inimicum      | Kasia Adamik  | Katrina Cabrera Ortega           |
| Gunnarsen ist der Ansicht, dass Nick wahrscheinlich tot ist, was Emily aber nicht glauben möchte. In der Tat lebt Nick noch und wacht nackt in einem weißen Raum auf, in dem sich weitere Männer befinden. Bei einem Verhör erklärt Kristoff, für Colin Dawkins zu arbeiten, einem Mittelsmann, der gegen Bezahlung inkriminierende Fallakten besorgt. Emily fordert Kristoff auf, Dawkins im Austausch gegen Nick Kai und die Akten anzubieten. Daraufhin tötet Dawkins Kristoff und geht auf den Vorschlag ein, indem er ein Treffen mit Emily in einer Mall ausmacht. Kai befindet sich ebenfalls dort, hackt Dawkins’ Handy und spürt Nick so auf einer Insel in Europa auf. Emily erwähnt gegenüber Dawkins, die Meridian-Akten mit brisanten Informationen über einflussreiche Personen zu besitzen, gibt sie ihm aber aus Angst um Kai nicht, worauf er geht. Cal und weitere Agenten verfolgen Dawkins, verlieren jedoch seine Spur, während einer seiner Komplizen Kai aus dem zweiten Stock der Mall stößt. |           |                     |                     |               |                                  |
| 24 | 4         | Alea Iacta Est      | Alea Iacta Est      | Kasia Adamik  | Kristy Lowrey                    |
| Kai stirbt auf dem Weg ins Krankenhaus, kann Emily aber noch die Meridian-Akten überreichen. Als Emilys Ermittlungsleitung von Gunnarsen kritisiert wird, beschuldigt Emily sie, Alice ermordet zu haben, schlägt ihr ins Gesicht und kündigt beim FBI. Unterdessen ist Cal wegen der Verbindung zu seiner Vergangenheit sehr am Fall interessiert. Er und Emily finden heraus, dass Nick von der Organisation Jericho nach Europa gebracht wurde. Als Dawkins Emily droht, Flynn zu entführen, lässt sie ihn von Warren aus der Stadt bringen. Später informiert sie Dawkins, dass das FBI sein Versteck kenne, und bietet ihm einen neuen Deal an. Nick wird auf der Insel über die Akten befragt, weigert sich aber zu reden. Er wird unter Drogen gesetzt und sieht in einer Halluzination Alice, während Emily Dawkins auffordert, sie zu Jericho zu bringen. |           |                     |                     |               |                                  |
| 25 | 5         | Quid Pro Quo        | Quid Pro Quo        | Kasia Adamik  | Joanne Kelly                     |
| In Europa werden Emily und Dawkins von Rowena, Emilys alter Freundin und Ausbilderin beim FBI, getrennt. Als Cal von Crown erfährt, dass ein Maulwurf beim FBI für Meridian arbeiten soll, macht er sich auf den Weg nach Europa, um Emily bei der Suche nach Nick zu unterstützen. Dort angekommen nutzt er für seine Recherchen über Meridian Informanten aus der Vergangenheit. Er vertraut bei seinem Plan, Meridian aufzuhalten, vor allem auf seinen ehemaligen Informanten Mubin, der mit ihm aber nichts mehr zu tun haben will. Nick spricht derweil während seiner Halluzinationen mit Alice und kann so schließlich ihren Tod akzeptieren. Rowena informiert Emily über ein örtliches Treffen, bei dem sich Dawkins aufhalten soll, dort könne sie auch einen Schlüssel für die Meridian-Akten finden. Emily findet auch heraus, dass Jericho kürzlich eine Ladung medizinischer Güter erhalten hat. Kurz darauf trifft sie auf Cal, mit dem sie sich schließlich gemeinsam auf den Weg macht. |           |                     |                     |               |                                  |
| 26 | 6         | In Quo Ego Vado Vos | In Quo Ego Vado Vos | Kasia Adamik  | Katrina Cabrera Ortega           |
| Crown stellt Nachforschungen zu Gunnarsen an und überprüft dazu auch ihre Finanzen. Als sie dies herausfindet, stellt sie ihn zur Rede und will ihn überzeugen, den Maulwurf zusammen mit ihr zu finden. Inzwischen kommt Warren mit Flynn im sicheren Unterschlupf außerhalb der Stadt an und bringt seinem Enkel das Schießen bei. Emily und Cal fahren mit dem Zug zu Nicks angeblichem Aufenthaltsort, während letzterer seine Zusammenarbeit mit Emily gegenüber Gunnarsen geheim hält. Sie werden von zwei Meridian-Leuten angegriffen, die Cal töten und Emily entführen wollen, allerdings werden sie von den beiden ausgeschaltet. Cal gesteht Emily, dass er früher selbst für Meridian tätig war und im Auftrag von Armstrong, seinem früheren Gruppenleiter in Afghanistan, der ebenfalls zu Meridian gehörte, einen Jugendlichen tötete, da sonst Mubin hätte sterben müssen. Emily tröstet Cal, wobei es zu Sex zwischen den beiden kommt. Sie kommen beim Versteck an, allerdings werden Nick und die anderen Entführten praktisch vor ihren Augen weggebracht. In einem zum Versteck gehörenden Labor finden Emily und Cal an den Wänden Fotos der ermordeten Obdachlosen. |           |                     |                     |               |                                  |
| 27 | 7         | Liberavit           | Liberavit           | Greg Zglinski | Sanford Golden & Karen Wyscarver |
| Emilys und Cals Recherchen ergeben, dass Jericho keine Organisation, sondern eine Person und der Kopf von Meridian ist. Während Gunnarsen vom Meridian-Fall abgezogen wird, kann Nick seinen Entführern kurzzeitig entkommen und Kontakt mit Thompson aufnehmen, einer jungen Agentin und Mitarbeiterin von Crown, der er seinen Standpunkt mitteilt. Kurz darauf wird sie von einem Unbekannten angegriffen und später ermordet aufgefunden, seine Entführer finden Nick erneut und bringen ihn wieder weg. Cal findet heraus, dass Armstrong immer noch für Meridian arbeitet, während Emily seine alte Tätowierung bemerkt, die von Mitgliedern der Organisation getragen wird. Sie misstraut ihm deswegen, worauf sie ihre Ermittlungen getrennt voneinander fortsetzen. Sie schafft es schließlich, ihren Ehemann aufzuspüren und zu befreien. |           |                     |                     |               |                                  |
| 28 | 8         | Veritas Aequitas    | Veritas Aequitas    | Greg Zglinski | Will Pascoe                      |
| Emily und Nick rufen beim FBI an und bitten um ein Team, das die restlichen Entführten, bei denen es sich um Flüchtlinge handelt, aus dem Meridian-Hauptquartier befreien soll. Gunnarsen erklärt den beiden, dass ein Einsatz wahrscheinlich zu lange dauern würde, sie und Crown halten zudem den FBI-Direktor für den Maulwurf. Emily und Nick begeben sich deswegen selbst zum Hauptquartier, in dem zahlreiche Mitarbeiter gerade dabei sind, zu fliehen. Während Cal ebenfalls auf dem Weg dorthin ist, um Jericho zu stellen, findet Emily diesen, bei dem es sich um einen Kellner handelt, dem Emily vor einigen Tagen auf einer Party begegnete. Als sie sieht, wie Cal, von dessen Plan sie nichts weiß, hinter Jericho steht, reagiert sie schockiert und wird kurz darauf niedergeschlagen. In den Vereinigten Staaten bittet Warren Jack, zum Unterschlupf zu kommen, da es Flynn nicht gut gehe. Als Jack ankommt, werden er und Warren von Dawkins überwältigt, der Jack heimlich gefolgt ist, während sich Flynn vor ihm verstecken kann. |           |                     |                     |               |                                  |
| 29 | 9         | Tenebris            | Tenebris            | Greg Zglinski | Kristy Lowrey                    |
| Emily wird von Jericho verhört und gefoltert, der von ihr die Herausgabe der Meridian-Akten fordert, was sie aber ablehnt. Crown und Gunnarsen finden in der Zwischenzeit stichhaltige Beweise gegen den FBI-Direktor, der sich bei ihrer Ankunft bereits das Leben genommen hat, während von Thompson gefundene, vorher verschwundene Akten zu Meridian plötzlich erneut auftauchen. Während Nick im Meridian-Hauptquartier die Entführten befreit und Cal Armstrong tötet, erläutert Jericho Emily, dass die Organisation Medikamente an Personen getestet hat. Im Unterschlupf hilft Jack Flynn aus seinem Versteck zu fliehen und wird dabei von Dawkins angeschossen. Als dieser auf Flynn zugeht, wird er von ihm erschossen, während Warren Jacks Wunde versorgt. Emily kann schließlich Jericho entkommen, nachdem sie sich über Flynns Sicherheit vergewissert, stürmen FBI-Agenten das Hauptquartier. Kurz darauf kommt es zu einem Kampf zwischen Jericho und Emily, der ihr von seinem Plan erzählt, eine Biowaffe freisetzen zu wollen. Ihr gelingt es, ihm ein Toxin zu injizieren, während er stirbt, behauptet er, dass eine Frau die Waffe bereits besitze und bereit sei, sie in den Vereinigten Staaten einzusetzen. |           |                     |                     |               |                                  |
| 30 | 10        | Iterum Nata         | Iterum Nata         | Greg Zglinski | Will Pascoe Idee: Joanne Kelly   |
| Emily, Nick und Cal kehren in die USA zurück und sind über Jerichos Drohung höchst besorgt. Emily hält Brigitte für die von ihm erwähnte Frau, die Leitern der Flüchtlings-Organisation Kerlan Enterprises, die viele der Entführten betreute. Als Emily und Nick dort ermitteln wollen, droht Brigitte ihnen, da die Firma eine Armee von Anwälten besäße. Crown glaubt derweil, dass der FBI-Direktor nicht der Maulwurf war, und beauftragt Emily, die Meridian-Akten bei Kerlan Enterprises einzuschleusen. Als die Firma Nick und Flynn offen Gewalt androht, täuscht Emily ihren Tod vor und schickt sie zusammen mit Warren in ein sicheres Versteck. Emily und Cal schieben Kerlan Enterprises die Akten unter, worauf es zu einer Durchsuchung kommt, bei der die Biowaffe gefunden und Brigitte verhaftet wird. Schließlich wird Gunnarsen als Maulwurf und Thompsons Mörderin enttarnt. Sie erklärt Emily, dass Alice Mitglied bei Meridian war, aber zu viele Fehler machte, weswegen Gunnarsen sie aus dem Weg räumen wollte. Gunnarsen wollte so bei Meridian zu einem höheren Posten gelangen. Sie wird schließlich festgenommen, Crown nimmt daraufhin wieder seine alte Stelle als Leiter des FBI-Büros ein. Ein halbes Jahr später lebt Emily im Ausland, als sie Besuch von Cal bekommt. Die beiden flirten miteinander, als er sie fragt, ob sie erneut beim FBI zusammenarbeiten wollen, sagt Emily zu. |           |                     |                     |               |                                  |
| Am 17. Juli 2020 wurden alle Folgen gleichzeitig bei Prime Video veröffentlicht. |           |                     |                     |               |                                  |

## Rezeption
Die Darstellung Katićs wurde überwiegend positiv bewertet, jedoch stießen einige unglaubwürdige Details auf Kritik.
In der IMDb erreichte die Serie eine Bewertung von 7,3 Sternen basierend auf 13.000 abgegebenen Stimmen (Stand: Mai 2021).
Das Lexikon des Internationalen Films vergab drei von fünf möglichen Sternen und beurteilte die erste Staffel als eine „spannende Mischung aus Katz-und-Maus-Spiel und kriminalistischer Schnitzeljagd“.